# Тактика
Вижте пояснителната страница за други значения на Тактика.
Военна тактика е науката и изкуството за разполагането на военните сили, както и техниките за използване на оръжия или военни единици, в комбинация с въвличането и побеждаването на врага в битка . В този смисъл тактиката е теория и практика за подготовка и водене на боя, съставна част на военното изкуство.
Общият план, който представлява стратегията, може да съдържа няколко отделни тактики, които са по-малки, но конкретно фокусирани към резултати, планове .
Военната тактика изучава същността, закономерността, организацията и воденето на боя. Определя мястото и начина на бойното използване на всеки от родовете войски, в зависимост от неговите тактически и технически възможности. Всеки вид въоръжени сили има своя специфична обща тактика и тактика на родовете войски.
Тактиката се дели на:
- елементарна тактика (уставна)
- приложна тактика (интелектуална)